# Banda (seriál)
Banda (v anglickém originále The Boys) je americký akční televizní seriál, natáčený na náměty komiksu Banda vydavatelství WildStorm a Dynamite Entertainment, součástí DC Comics. Jeho autory jsou Eric Kripke, Evan Goldberg a Seth Rogen. Zveřejňován je od 26. července 2019 na streamovací platformě Prime Video.

## Příběh
Pod jménem Banda (v originále The Boys) se skrývá skupina lidí, kteří dohlíží na superhrdiny. Ty totiž většinou zkazila jejich popularita a sláva, takže je někdo musí hlídat, aby zabránila jejich bezhlavému chování.

## Obsazení
- Karl Urban jako Billy Butcher
- Jack Quaid jako „Wee“ Hughie Campbell
- Antony Starr jako Homelander
- Erin Moriarty jako Annie January / Starlight
- Dominique McElligott jako Queen Maeve
- Jessie T. Usher jako A-Train
- Laz Alonso jako Mother's Milk
- Chace Crawford jako The Deep
- Tomer Kapon jako Frenchie
- Karen Fukuhara jako Kimiko / Female
- Nathan Mitchell jako Black Noir
- Elisabeth Shue jako Madelyn Stillwell

## Vysílání
| Řada | Díly | Premiéra na Prime Videu | Premiéra na Prime Videu |
| Řada | Díly | První díl               | Poslední díl            |
| ---- | ---- | ----------------------- | ----------------------- |
| 1    | 8    | 26. července 2019       | 26. července 2019       |
| 2    | 8    | 4. září 2020            | 9. října 2020           |
| 3    | 8    | 3. června 2022          | 8. července 2022        |

Pro první řadu bylo objednáno 8 dílů, zveřejněna byla na streamovací službě Prime Video 26. července 2019. Ještě před její premiérou byla v červenci 2019 oznámena objednávka druhé řady. V červenci 2020 bylo potvrzeno objednání třetí řady seriálu.